# Budorcas taxicolor
El takín (Budorcas taxicolor) es una especie de mamífero artiodáctilo de la subfamilia Caprinae. Es el símbolo nacional de Bután. Habita en el Himalaya.

## Etimología
El nombre específico taxicolor proviene del latín: taxus  (tejón) y color, en referencia a su coloración similar a la de un tejón.

## Descripción
Puede alcanzar unos 2 metros de largo, y 1 a 1,5 de altura en la cruz, así como un peso de unos 250 - 300 kg en hembras, y 300 - 350 kg en machos. Sus patas son cortas y macizas, terminan en pezuñas grandes de dos dedos, cada una de las cuales tiene un espolón muy desarrollado. Tiene un cuerpo robusto, un pecho profundo y un cuello corto como adaptaciones al frío. Su cabeza grande se distingue por su hocico largo y arqueado, y sus cuernos robustos, que están surcados en la base. Estos cuernos están presentes en ambos sexos y corren paralelos al cráneo antes de curvarse hacia arriba en una punta corta; miden entre 30 y 60 cm de largo. Su pelaje largo y denso es de color claro con una franja oscura a lo largo de la espalda, y los machos también tienen rostros oscuros. Sus similitudes con el buey almizclero constituyen un ejemplo de evolución convergente, al vivir en ambientes parecidos. Investigaciones en ADN mitocondrial relacionan esta especie con las ovejas.
Actualmente se reconocen cuatro subespecies de takín, y tienden a mostrar una variación en el color del pelaje. Su lana gruesa a menudo se vuelve de color negro en la parte inferior y las piernas. Su coloración general varía de negruzco oscuro a marrón rojizo teñido de amarillo grisáceo en el este del Himalaya, a gris amarillento más claro en la provincia de Sichuan y en su mayoría dorado o (rara vez) blanco cremoso con menos pelos negros en la provincia de Shaanxi.
En lugar de depender de las glándulas odoríferas localizadas, el takín segrega una sustancia aceitosa de fuerte olor por todo su cuerpo, que protege su pelaje de la humedad y le permite marcar objetos como árboles y rocas.
Los takines se encuentran desde valles boscosos hasta zonas alpinas rocosas cubiertas de hierba, en altitudes entre 1000 y 4500 metros sobre el nivel del mar. La variedad Mishmi se encuentra en el este de Arunachal Pradesh, mientras que la de Bután se encuentra en el oeste de Arunachal Pradesh y Bután. 

## Comportamiento y ecología
Los takines se encuentran en pequeños grupos familiares de alrededor de 20 individuos, aunque los machos mayores pueden ser más solitarios. En verano, manadas de hasta 300 individuos se reúnen en lo alto de las laderas de las montañas. A menudo, los grupos parecen encontrarse en mayor número cuando se encuentran sitios de alimentación favorables, salares o fuentes termales. El apareamiento tiene lugar en julio y agosto. Los machos adultos compiten por el dominio enfrentándose cara a cara con los oponentes, y ambos sexos parecen usar el olor de su propia orina para indicar el dominio. Una sola cría nace después de un período de gestación de alrededor de ocho meses. Los takines migran de los pastos superiores a áreas más bajas y boscosas en invierno y prefieren los lugares soleados al amanecer. Cuando se les molesta, los individuos dan una llamada de alarma de "tos" y la manada se retira a los espesos matorrales de bambú, donde se recuestan para camuflarse.
Suelen tomar su alimento temprano en la mañana y al final de la tarde, comiendo una variedad de hojas y pastos, así como brotes de bambú y flores. Se les ha observado parados sobre sus patas traseras para alcanzar hojas a más de 3 m de altura. La sal también es una parte importante de sus dietas, los grupos pueden permanecer en un depósito de minerales durante varios días.

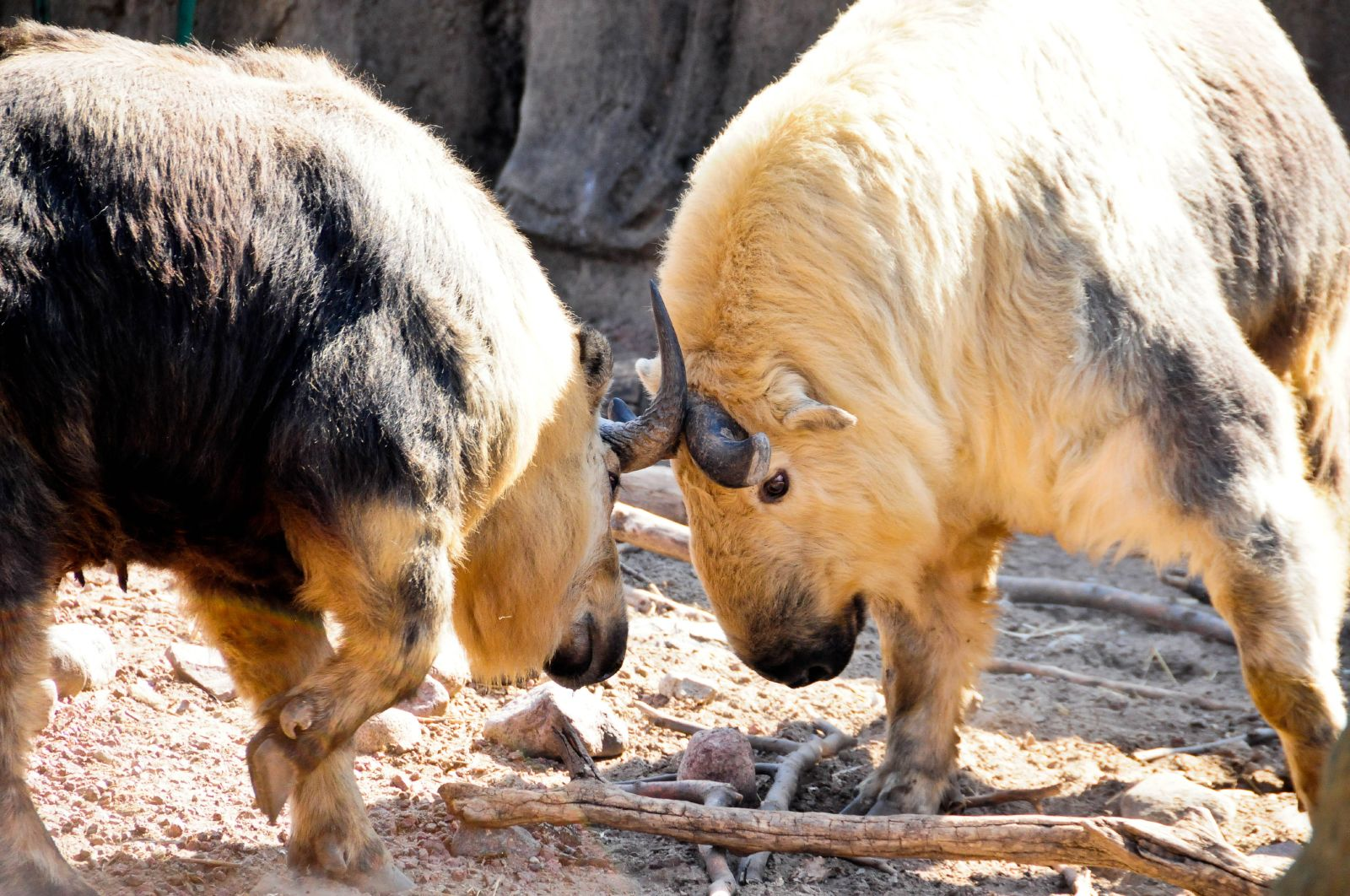
Machos luchando.

## Amenazas
El takin figura como vulnerable en la Lista Roja de la UICN y se considera en peligro en China. Está amenazado por la caza excesiva y la destrucción de su hábitat. Los cuernos de takín han aparecido en el comercio ilegal de vida silvestre en Birmania; y durante tres censos realizados entre 1999 y 2006 en el mercado de Tachilek, se observaron un total de 89 juegos de cuernos abiertos a la venta.

## Galería

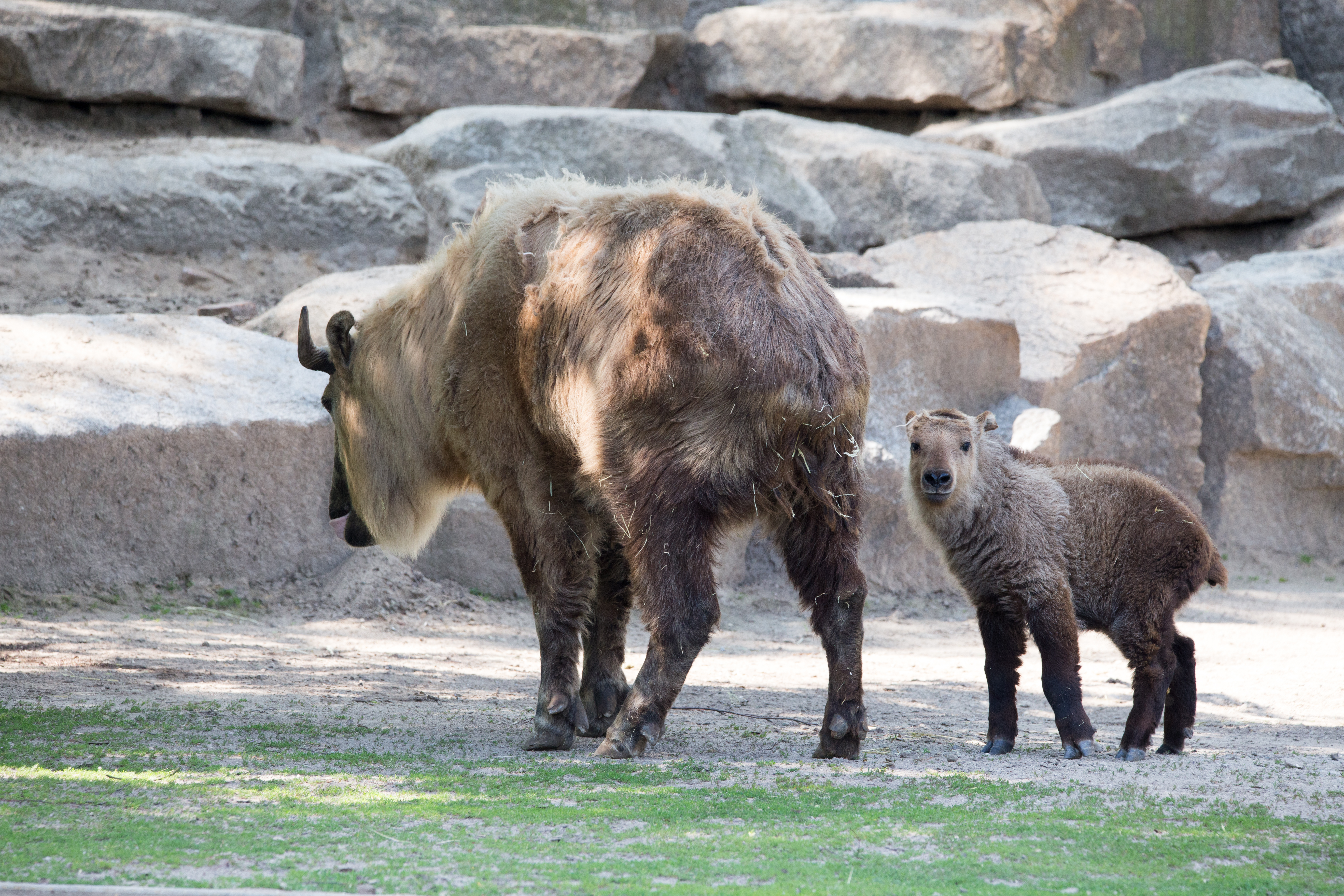
Hembra con cría.
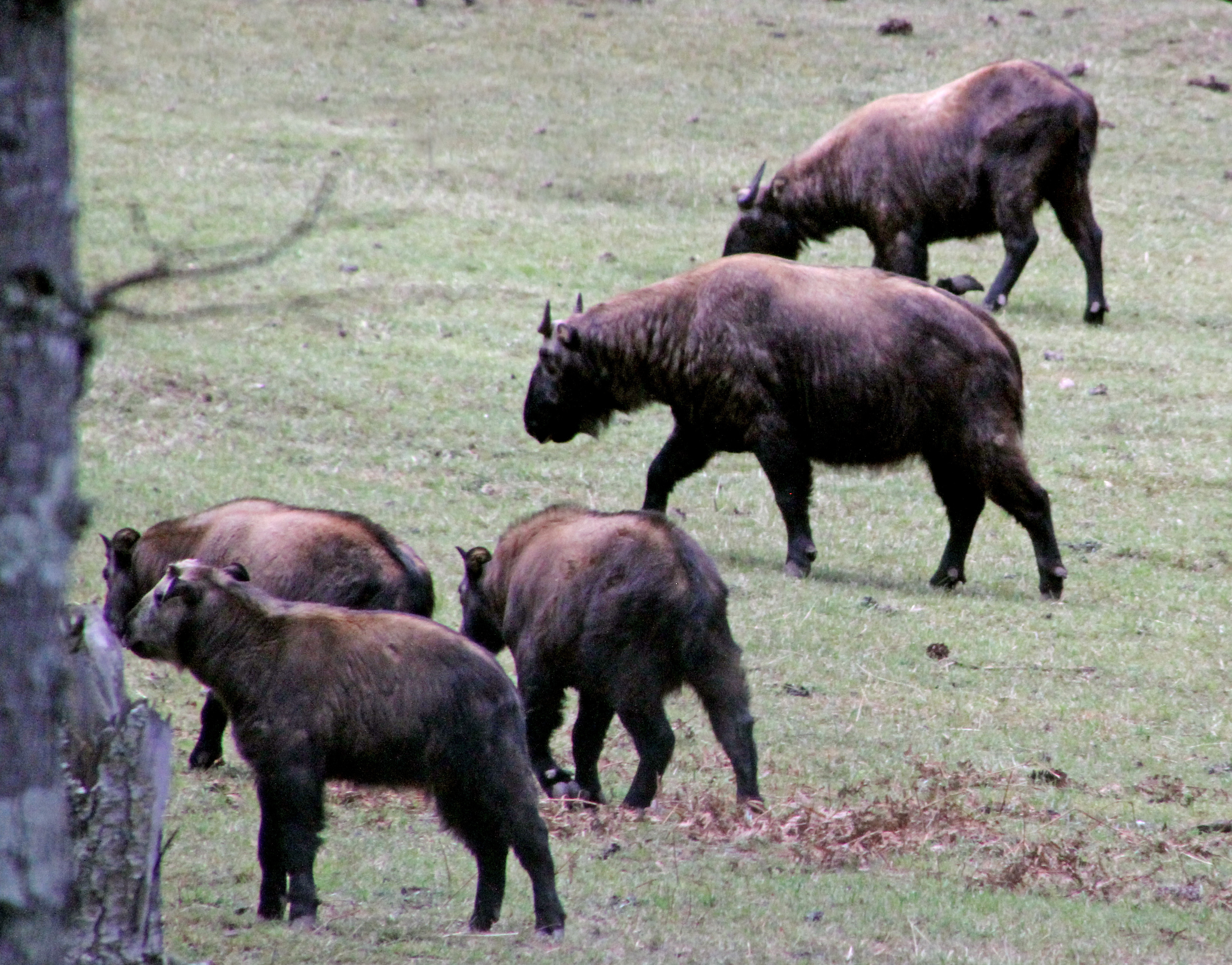
Manada en la Reserva natural del takín de Motithang.
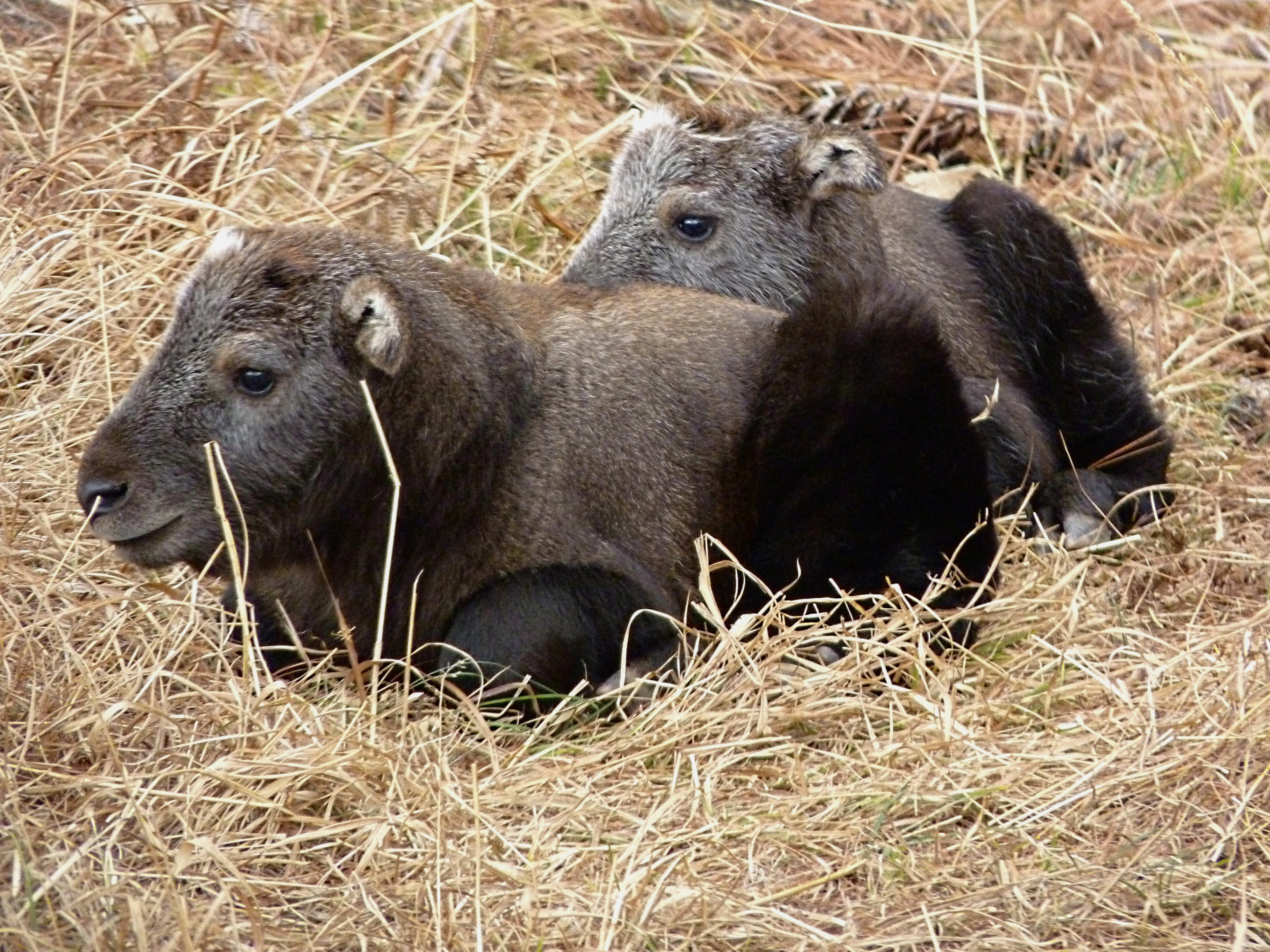
Crías.
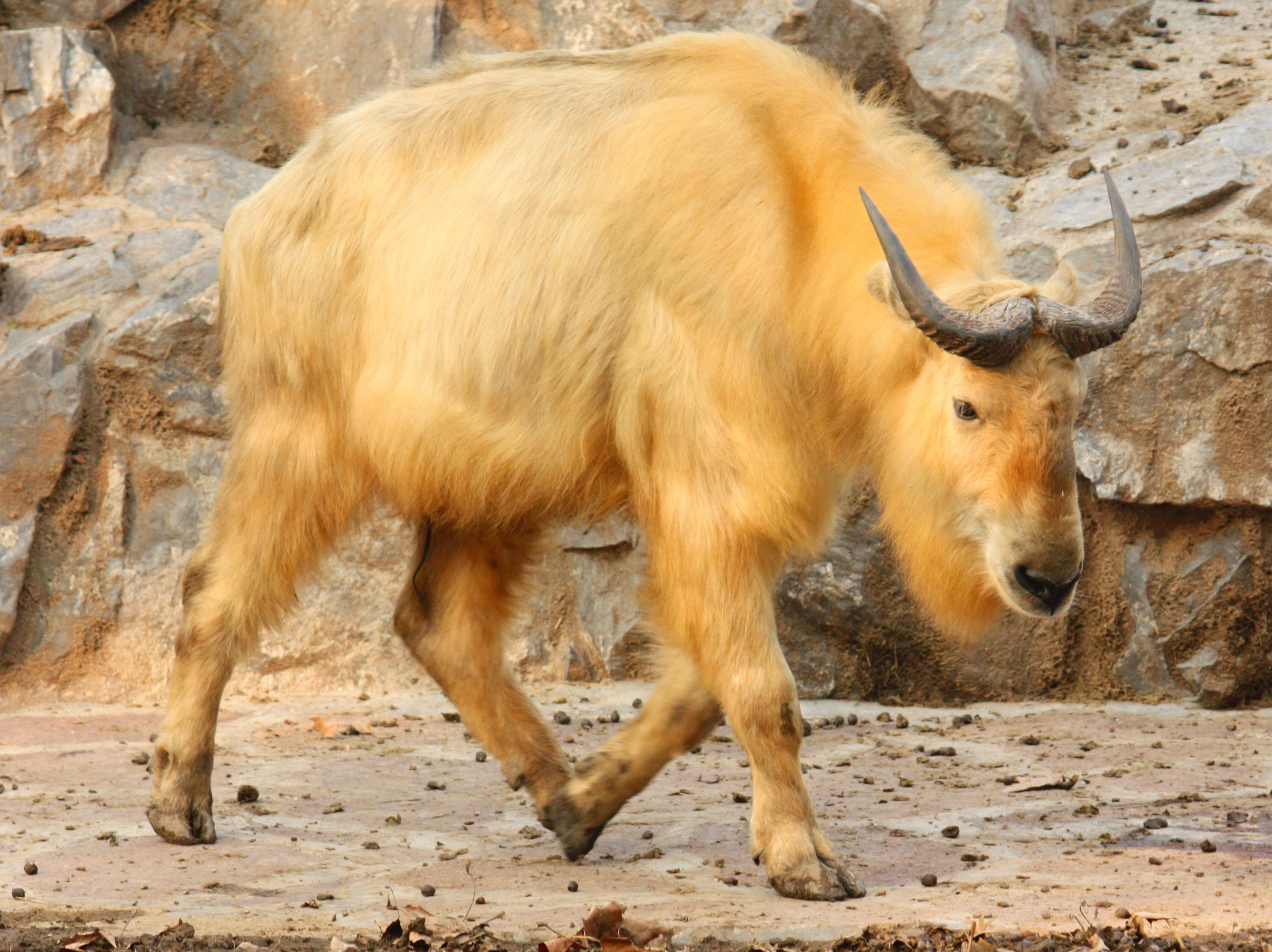
Takín dorado, posible origen del mito del vellocino de oro.
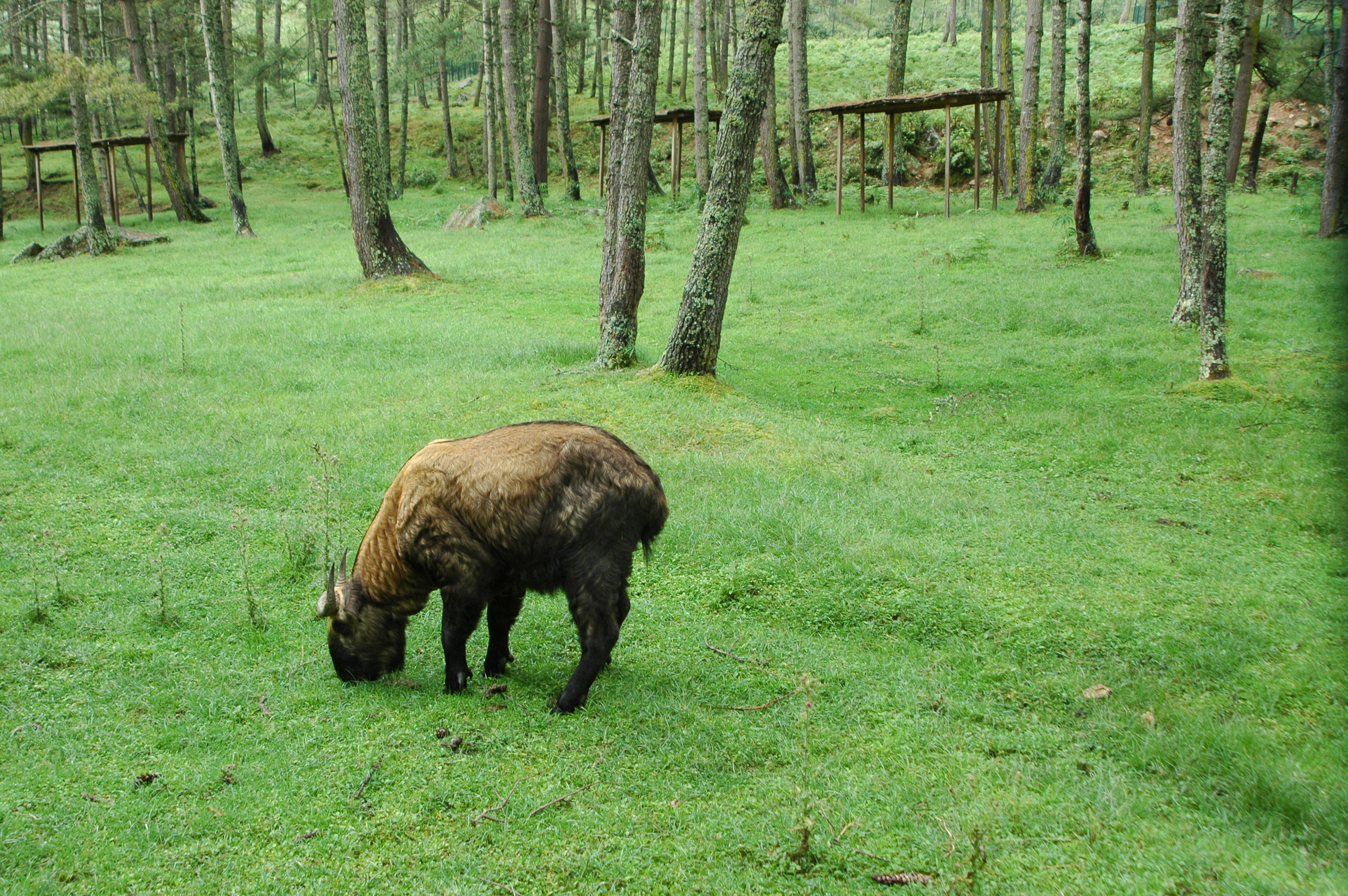
Takín pastando.
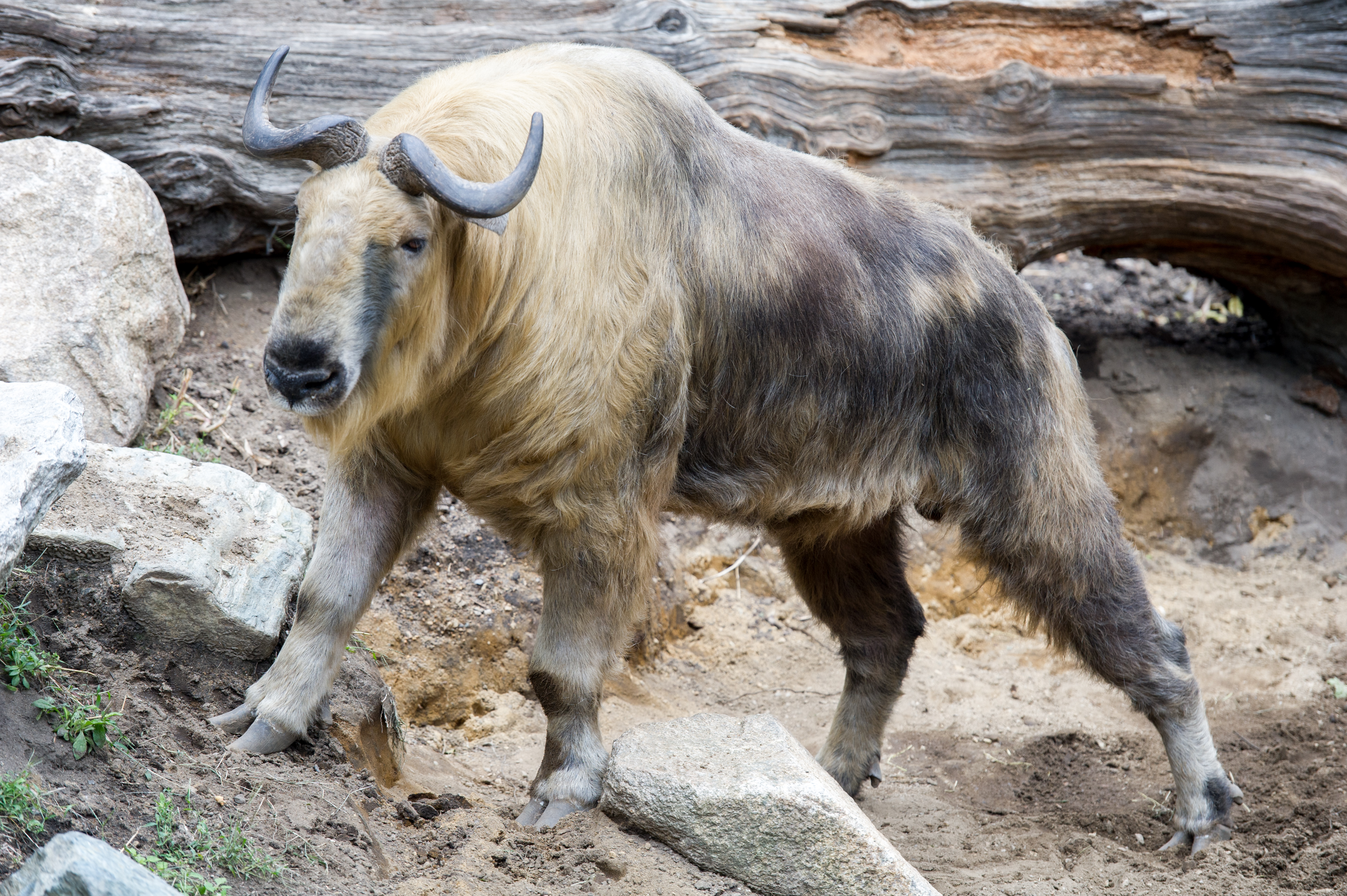
Macho corpulento.
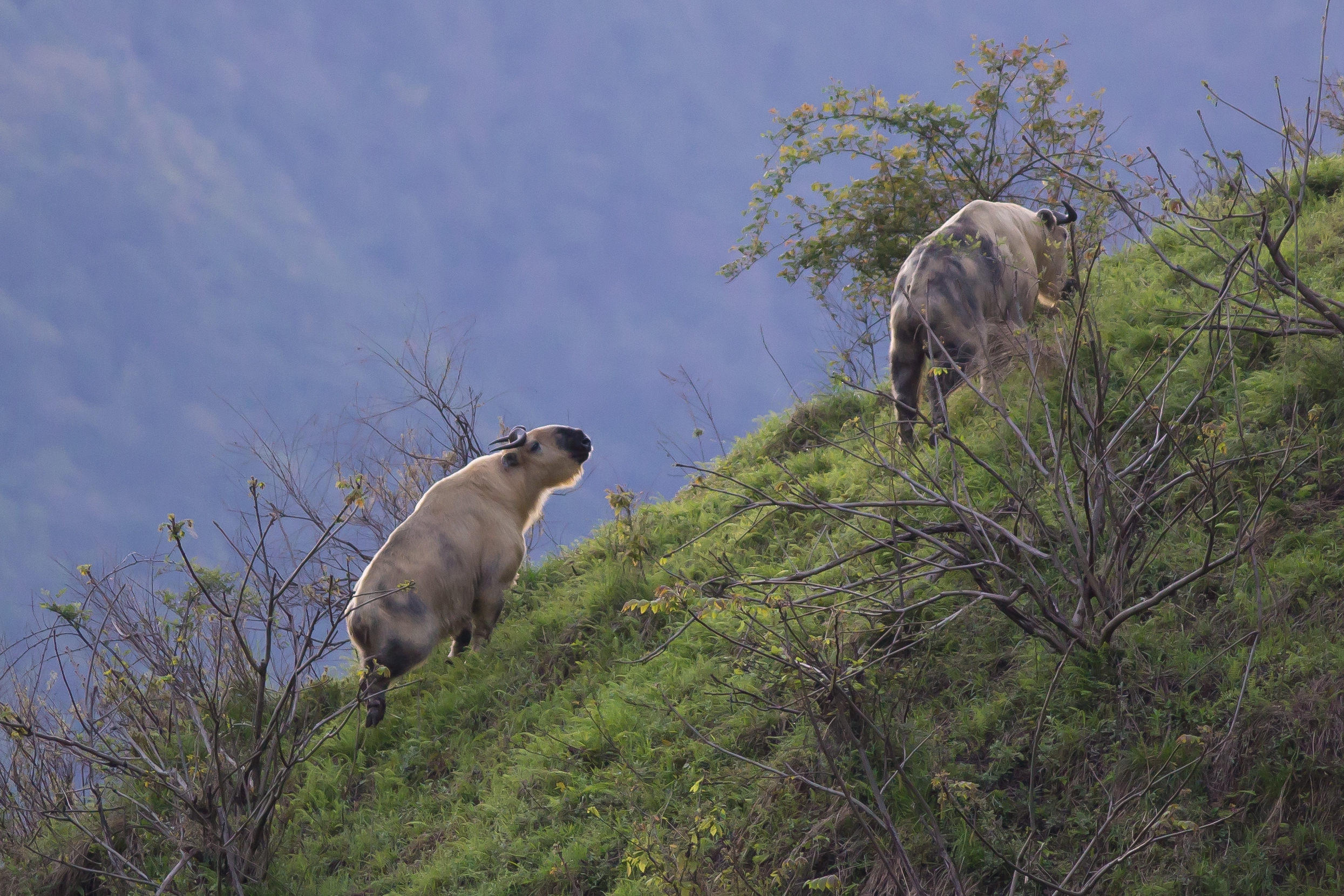
Takines escalando.
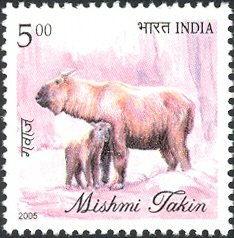
Takines en una estampilla india de 2005.

 pastando linea lomo Zooparc de Beauval - Takin - 2016 - 006.jpg
cabeza en detalle Strange Animal (24277212624).jpg

## Subespecies
- B. taxicolor taxicolor
- B. taxicolor bedfordi
- B. taxicolor tibetana
- B. taxicolor whitei